# Margherita d'Austria-Stiria
Margherita d'Austria (Graz, 25 dicembre 1584 – San Lorenzo de El Escorial, 3 ottobre 1611) è stata regina consorte di Spagna e Portogallo per il suo matrimonio con Filippo III, dal 1598 fino alla morte.

## Biografia
Margherita d'Austria, arciduchessa d'Austria dalla nascita, era figlia di Carlo II di Stiria (1540-1590), figlio dell'imperatore Ferdinando I, e di Maria Anna di Baviera (1551-1608).
Margherita e le sue sorelle non sono state considerate bellezze a causa del labbro inferiore tipico degli Asburgo. Margherita, tuttavia, è stato descritta come modesta, socievole e allegra.
La ripresa di un positivo rapporto della Compagnia di Gesù con la Corte asburgica venne da lei favorita a fine Cinquecento.

### Matrimonio
Il 13 novembre 1598 sposò per procura a Ferrara il cugino di secondo grado Filippo III, matrimonio poi celebrato ufficialmente il 18 aprile 1599 a Valencia, dove si recò portando in dote 100.000 ducati. 

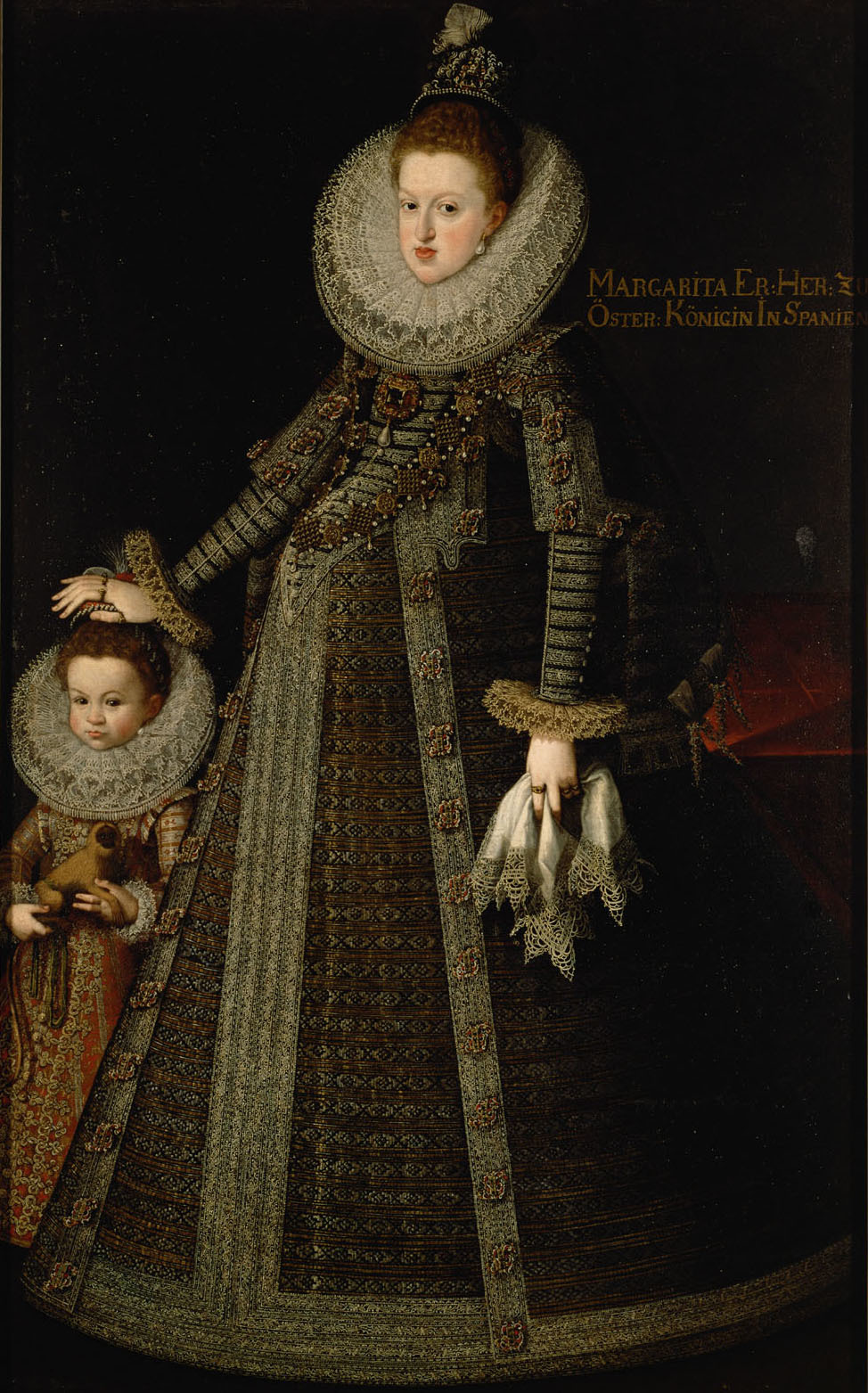
Margherita d'Austria nel 1603.

Durante il viaggio verso la Spagna, festeggiamenti in suo onore vennero dati in varie città lungo il percorso, tra cui Pavia e Milano: in questa città, "per l’ingresso di Margherita d’Austria molte demolizioni vengono realizzate per guadagnare alla vista quanto più spazio possibile e, per l'occasione, le fu dedicato un salone di Palazzo Reale (all'epoca "Ducale"). Si tratta del Salone Margherita, primo luogo stabile della capitale lombarda dedicato al melodramma.
Divenne una figura molto influente alla corte del marito in quanto Filippo era considerato un sovrano estremamente debole e il suo matrimonio con Margherita, tuttavia, è stato descritto come felice e Margherita ha mostrato interesse per le funzioni di governo.
Margherita si fece, in Spagna, promotrice di varie istituzioni religiose e sociali, e sostenitrice ai bisognosi.
Fu la nonna materna di Luigi XIV di Francia e dell'imperatore Leopoldo I d'Asburgo.

### Morte
Margherita morì pochi giorni dopo la nascita del suo ultimo figlio, ma si dice che sia stata avvelenata dall'incenso che don Rodrigo Calderón accese nella sua stanza.
Margherita fu sepolta nel Pantheon delle Infante al Palazzo dell'Escorial.

## Discendenza
La regina Margherita e Filippo III ebbero otto figli:
- Anna (22 settembre 1601 - 20 gennaio 1666), regina consorte di Francia, sposa di Luigi XIII;
- Maria (1º febbraio 1603 - marzo 1603);
- Filippo (8 aprile 1605 - 17 settembre 1665), futuro re Filippo IV;
- Maria Anna (18 agosto 1606 - 13 maggio 1646), imperatrice del Sacro Romano Impero, sposa di Ferdinando III;
- Carlo (15 settembre 1607 - 30 luglio 1632), morto a 25 anni;
- Ferdinando (16 maggio 1609 o 24 maggio 1610 - 9 novembre 1641), conosciuto come il Cardinale-Infante;
- Margherita (24 maggio 1610 - 1616), morta all'età di 6 anni;
- Alfonso (22 settembre 1611-1612), morto a 1 anno.

## Ascendenza
|                             |                         |                          | Genitori                   |  |  | Nonni |  |  | Bisnonni               |  |  | Trisnonni              |  |
|                             |                         |                          |                            |  |  |       |  |  | Filippo I di Castiglia |  |  | Massimiliano I del SRI |  |
|                             |                         |                          |                            |  |  |       |  |  | Filippo I di Castiglia |  |  | Massimiliano I del SRI |  |
|                             |                         | Maria di Borgogna        |                            |  |  |       |  |  | Filippo I di Castiglia |  |  |                        |  |
| Ferdinando I del SRI        |                         |                          |                            |  |  |       |  |  | Filippo I di Castiglia |  |  |                        |  |
|                             |                         | Giovanna di Castiglia    | Ferdinando II d'Aragona    |  |  |       |  |  |                        |  |  |                        |  |
|                             |                         | Giovanna di Castiglia    | Ferdinando II d'Aragona    |  |  |       |  |  |                        |  |  |                        |  |
|                             |                         | Giovanna di Castiglia    | Isabella di Castiglia      |  |  |       |  |  |                        |  |  |                        |  |
| Carlo II d'Austria          |                         | Giovanna di Castiglia    |                            |  |  |       |  |  |                        |  |  |                        |  |
|                             |                         | Ladislao VII Jagellone   | Casimiro IV Jagellone      |  |  |       |  |  |                        |  |  |                        |  |
|                             |                         | Ladislao VII Jagellone   | Casimiro IV Jagellone      |  |  |       |  |  |                        |  |  |                        |  |
|                             |                         | Ladislao VII Jagellone   | Elisabetta d'Asburgo       |  |  |       |  |  |                        |  |  |                        |  |
| Anna Jagellone              |                         | Ladislao VII Jagellone   |                            |  |  |       |  |  |                        |  |  |                        |  |
|                             |                         | Anna di Foix-Candale     | Gastone II di Foix-Candale |  |  |       |  |  |                        |  |  |                        |  |
|                             |                         | Anna di Foix-Candale     | Gastone II di Foix-Candale |  |  |       |  |  |                        |  |  |                        |  |
|                             |                         | Anna di Foix-Candale     | Caterina di Navarra        |  |  |       |  |  |                        |  |  |                        |  |
| Margherita d'Austria-Stiria |                         | Anna di Foix-Candale     |                            |  |  |       |  |  |                        |  |  |                        |  |
|                             | Guglielmo IV di Baviera | Alberto IV di Baviera    |                            |  |  |       |  |  |                        |  |  |                        |  |
|                             | Guglielmo IV di Baviera | Alberto IV di Baviera    |                            |  |  |       |  |  |                        |  |  |                        |  |
|                             | Guglielmo IV di Baviera | Cunegonda d'Asburgo      |                            |  |  |       |  |  |                        |  |  |                        |  |
| Alberto V di Baviera        | Guglielmo IV di Baviera |                          |                            |  |  |       |  |  |                        |  |  |                        |  |
|                             |                         | Maria Giacomina di Baden | Filippo I di Baden         |  |  |       |  |  |                        |  |  |                        |  |
|                             |                         | Maria Giacomina di Baden | Filippo I di Baden         |  |  |       |  |  |                        |  |  |                        |  |
|                             |                         | Maria Giacomina di Baden | Elisabetta di Wittelsbach  |  |  |       |  |  |                        |  |  |                        |  |
| Maria Anna di Baviera       |                         | Maria Giacomina di Baden |                            |  |  |       |  |  |                        |  |  |                        |  |
|                             |                         | Ferdinando I del SRI     | Filippo I di Castiglia     |  |  |       |  |  |                        |  |  |                        |  |
|                             |                         | Ferdinando I del SRI     | Filippo I di Castiglia     |  |  |       |  |  |                        |  |  |                        |  |
|                             |                         | Ferdinando I del SRI     | Giovanna di Castiglia      |  |  |       |  |  |                        |  |  |                        |  |
| Anna d'Asburgo              |                         | Ferdinando I del SRI     |                            |  |  |       |  |  |                        |  |  |                        |  |
|                             |                         | Anna Jagellone           | Ladislao II di Boemia      |  |  |       |  |  |                        |  |  |                        |  |
|                             |                         | Anna Jagellone           | Ladislao II di Boemia      |  |  |       |  |  |                        |  |  |                        |  |
|                             |                         | Anna Jagellone           | Anna di Foix-Candale       |  |  |       |  |  |                        |  |  |                        |  |
|                             |                         | Anna Jagellone           |                            |  |  |       |  |  |                        |  |  |                        |  |

## Curiosità
- In suo onore a Mantova nel 1598 fu data una celebre rappresentazione del Pastor fido di Guarini[9].